# Coppa d'Indonesia
La Coppa d'Indonesia (in indonesiano: Piala Indonesia) è la coppa nazionale di calcio dell'Indonesia.
La competizione si tiene ogni anno dal 1985 e dal 2005 è organizzata dalla Federazione calcistica dell'Indonesia, che diede alla manifestazione carattere professionistico. Denominata Copa Indonesia dal 2005 al 2009, dal 2010 si chiama ufficialmente Piala Indonesia.
Vede la partecipazione di 128 squadre, iscritte alla prima, seconda, terza, quarta e quinta divisione del campionato indonesiano di calcio. Nel 2011, 2013 e 2014 il torneo non si è tenuto.

## Albo d'oro

### Piala Indonesia
| Anno      | Sede della finale                                                      | Vincitore          | Risultato               | Finalista    |
| --------- | ---------------------------------------------------------------------- | ------------------ | ----------------------- | ------------ |
| 2005      | Bung Karno Stadium, Giacarta                                           | Arema              | 4-3 (dts)               | Persija      |
| 2006      | Gelora Delta Stadium, Sidoarjo                                         | Arema              | 2-0                     | Persipura    |
| 2007      | Bung Karno Stadium, Giacarta                                           | Sriwijaya          | 1-1 (3-0 dtr)           | Persipura    |
| 2009      | Jakabaring Stadium, Palembang                                          | Sriwijaya          | 1-0 (4-0 per abbandono) | Persipura    |
| 2010      | Manahan Stadium, Surakarta                                             | Sriwijaya          | 2-1                     | Arema        |
| 2012      | Sultan Agung Stadium, Bantul                                           | Persibo Bojonegoro | 1-0                     | Semen Padang |
| 2018-2019 | Stadion Gelora Bung Karno, Giakarta / Stadion Andi Mattalata, Makassar | PSM Makassar       | 0-1 / 2-0               | Persija      |

## Capocannonieri
| Anno | Capocannoniere     | Squadra            | Reti |
| ---- | ------------------ | ------------------ | ---- |
| 2005 | Javier Roca        | Persegi Gianyar    | 11   |
| 2006 | Serge Emaleu       | Arema              | 9    |
| 2008 | Alberto Goncalves  | Persipura Jayapura | 6    |
| 2009 | Samsul Arif        | Persibo Bojonegoro | 8    |
| 2009 | Pablo Frances      | Persijap Jepara    | 8    |
| 2010 | Christian González | Persib Bandung     | 10   |
| 2012 | Oliver Makor       | Persik Kediri      | 6    |

## Migliori giocatori
| Anno | Miglior giocatore     | Squadra            |
| ---- | --------------------- | ------------------ |
| 2005 | Firman Utina          | Arema              |
| 2006 | Aris Budi Prasetyo    | Arema              |
| 2008 | Bambang Pamungkas     | Persija Giacarta   |
| 2009 | Anoure Obiora Richard | Sriwijaya          |
| 2010 | Keith Gumbs           | Sriwijaya          |
| 2012 | Dian Irawan           | Persibo Bojonegoro |

## Vittorie per squadra
| Squadra            | Vittorie | Finali perse | Anni vittorie    |
| ------------------ | -------- | ------------ | ---------------- |
| Sriwijaya          | 3        | 0            | 2008, 2009, 2010 |
| Arema              | 2        | 1            | 2005, 2006       |
| Persibo Bojonegoro | 1        | 0            | 2012             |
| PSM Makassar       | 1        | 0            | 2018-2019        |

## Sponsorizzazioni
| Anno      | Nome            | Nome della competizione    |
| --------- | --------------- | -------------------------- |
| 2005-2009 | Dji Sam Soe     | Copa Dji Sam Soe Indonesia |
| 2010-oggi | Nessuno sponsor | Piala Indonesia            |